# PGC 6667
LEDA/PGC 6667 ist eine leuchtschwache Balken-Spiralgalaxie vom Hubble-Typ SBd im Sternbild Walfisch südlich der Ekliptik. Sie ist schätzungsweise 89 Millionen Lichtjahre von der Milchstraße entfernt. Gemeinsam mit NGC 681, NGC 701 und IC 1738 bildet sie die PGC 6667-Gruppe.

## LGG 33-Gruppe
| Galaxie  | Alternativname | Entfernung/Mio. Lj |
| -------- | -------------- | ------------------ |
| NGC 681  | PGC 6671       | 79                 |
| NGC 701  | PGC 6826       | 83                 |
| IC 1738  | PGC 6832       | 579?               |
| PGC 6667 | MCG -02-05-053 | 89                 |